# Football aux Jeux olympiques d'été de 1956
Navigation
Helsinki 1952 Rome 1960
Cette page présente le palmarès du tournoi de football aux Jeux olympiques d'été de 1956.

## Palmarès
| Épreuve           | Or               | Argent      | Bronze   |
| Football masculin | Union soviétique | Yougoslavie | Bulgarie |

## Huitièmes de finale
|  | Inde | Q. - forfait | Hongrie | Melbourne Referee: Attendance: 00000 |  |
|  |      |              |         |                                      |  |

|  | Indonésie | Q. - forfait | Sud-Vietnam | Melbourne Referee: Attendance: 00000 |  |
|  |           |              |             |                                      |  |

|  | Chine | forfait - forfait | Turquie | Melbourne Referee: Attendance: 00000 |  |
|  |       |                   |         |                                      |  |

|  | Bulgarie | Q. - forfait | Égypte | Melbourne Referee: Attendance: 00000 |  |
|  |          |              |        |                                      |  |

|  | États-Unis | Qual. - Qual. | Yougoslavie | Melbourne Referee: Attendance: 00000 |  |
|  |            |               |             |                                      |  |

| 24 novembre 1956 12:00 | Union soviétique          | 2–1 | Équipe unifiée d'Allemagne | Melbourne Arbitre : Robert H. Mann (ENG) Affluence : 20 000 |  |
|                        | Isayev 23e · Steltsov 86e |     | Habig 89e                  |                                                             |  |
|                        | Rapport                   |     |                            |                                                             |  |

| 26 novembre 1956 12:00 | Grande-Bretagne                                                                           | 9–0 | Thaïlande | Melbourne Arbitre : Nikolaï Latychev (URSS) Affluence : |
|                        | Twissell 12e 20e · Lewis 21e (pen.) · Laybourne 30e 82e 85e · Bromilow 75e 78e · Topp 90e |     |           |                                                         |
|                        | Rapport                                                                                   |     |           |                                                         |

| 27 novembre 1956 12:00 | Australie                          | 2–0 | Japon | Melbourne Arbitre : Reginald Lund (NZL) Affluence : |
|                        | McMillan 26e (pen.) · Loughran 61e |     |       |                                                     |
|                        | Rapport                            |     |       |                                                     |

## Quarts de finale
| 28 novembre, 1956 12:00 | Yougoslavie                                                             | 9–1 | États-Unis   | Melbourne Arbitre : Maurice Swain (NZL) Affluence : 20 000 |  |
|                         | Veselinović 10e 84e 90e · Antić 12e 73e · Mujić 16e 35e 56e · Papec 20e |     | Zerhusen 42e |                                                            |  |
|                         | Rapport                                                                 |     |              |                                                            |  |

| 29 novembre, 1956 12:00 | Union soviétique | 0–0 a. p. | Indonésie | Melbourne Arbitre : Reginald Lund (NZL) Affluence : 10 000 |  |
|                         |                  |           |           |                                                            |  |
|                         | Rapport          |           |           |                                                            |  |

| 1er décembre, 1956 12:00 | Union soviétique                          | 4–0 | Indonésie | Melbourne Arbitre : Reginald Lund (NZL) Affluence : 10 000 |
|                          | Salnikov 17e 59e · Ivanov 19e · Netto 43e |     |           |                                                            |
|                          | Rapport                                   |     |           |                                                            |

| 30 novembre, 1956 12:00 | Bulgarie                                          | 6–1 | Grande-Bretagne | Melbourne Arbitre : Ron Wright (AUS) Affluence : |  |
|                         | Dimitrov 6e · Kolev 40e 85e · Milanov 45e 75e 80e |     | Lewis 30e       |                                                  |  |
|                         | Rapport                                           |     |                 |                                                  |  |

| 1er décembre, 1956 12:00 | Australie      | 2–4 | Inde                           | Melbourne Arbitre : C.H. Wensveen (IDN-d) Affluence : |  |
|                          | Morrow 17e 41e |     | D'Souza 9e 33e 50e · Kittu 80e |                                                       |  |
|                          | Rapport        |     |                                |                                                       |  |

## Demi-finales
| 4 décembre, 1956 12:00 | Yougoslavie                                       | 4–1 | Inde        | Melbourne Arbitre : Nikolaï Latychev (URSS) Affluence : 25 269 |  |
|                        | Papec 54e 65e · Veselinović 57e · Salam 78e (csc) |     | D'Souza 52e |                                                                |  |
|                        | Rapport                                           |     |             |                                                                |  |

| 5 décembre, 1956 12:00 | Union soviétique              | 2–1 a. p. | Bulgarie  | Melbourne Arbitre : Robert H. Mann (ENG) Affluence : 42 000 |  |
|                        | Steltsov 112e · Tatushin 116e |           | Kolev 95e |                                                             |  |
|                        | Rapport                       |           |           |                                                             |  |

## Match pour la médaille de bronze
| 7 décembre, 1956 12:00 | Bulgarie                   | 3–0 | Inde | Melbourne Arbitre : Nikolaï Latychev (URSS) Affluence : 25 000 |
|                        | Diev 37e 60e · Milanov 42e |     |      |                                                                |
|                        | Rapport                    |     |      |                                                                |

## Finale
| 8 décembre, 1956 12:00 | Union soviétique | 1–0 | Yougoslavie | Melbourne Cricket Ground, Melbourne Arbitre : Ron Wright (AUS) Affluence : 102 000 |
|                        | Iline 48e        |     |             |                                                                                    |
|                        | Rapport          |     |             |                                                                                    |

## Médaillés
| Or | Argent | Bronze |
| Union soviétique | Yougoslavie | Bulgarie |
| Lev Yachine Nikolai Tishchenko Mikhail Ogonkov Aleksei Paramonov Anatoli Bashashkin Igor Netto Boris Tatushin Anatoli Isayev Eduard Streltsov Valentin Ivanov Vladimir Ryzhkin Boris Kuznetsov Iosif Betsa Sergei Salnikov Boris Razinsky Anatoli Maslyonkin Anatoli Iline Nikita Simonian | Sava Antić Ibrahim Biogradlić Mladen Koščak Dobroslav Krstić Luka Liposinović Muhamed Mujić Zlatko Papec Petar Radenković Kruno Radiljević Nikola Radović Ivan Šantek Dragoslav Šekularac Ljubiša Spajić Todor Veselinović Blagoja Vidinić Joško Vidošević | Stefan Boskov Todor Diev Georgi Dimitrov Milcho Goranov Ivan Petkov Kolev Nikola Kovachev Manol Manolov Dimitar Milanov Georgi Najdenov Panajot Panajotov Kiril Rakarov Gavril Stoyanov Krum Yanev Yordan Yosifov Ilja Kirchev |

## Référence
- Archives RSSSF